# Василевский, Виктор Игнатьевич
Василевский Виктор Игнатьевич (1921 — 2001) — военный топограф, лауреат Сталинской премии СССР третьей степени.

## Биография
Родился 17 апреля 1921 года в селе Забелочье, Радомысльский уезд, Киевская губерния,  (ныне Радомышльский район, Житомирская область, Украина) в обедневшей дворянской семье. Дворянство было даровано императорскими указами его предку Иосифу-Северину Василевскому 1727 года, впоследствии подтверждено деду Ивану Васильевичу.
В 1939 году окончил забелоцкую среднюю школу и поступил в Ленинградское военно-топографическое училище. Трехлетнюю программу группа, в которой учился Василевский, усвоил за два года.
В августе 1941 года его зачислили топографом 2-го разряда в Первый военно-топографический отряд, сформированный в Джизаке. По приказу Генштаба отряд был направлен на топографические съемки в  Иране. Топографы нанесли на карту немалый район, который занимали советские войска. Участвовал в вооруженных схватках с басмачами, иранскими войсками.
После возвращения из Ирана снимали Каракумы, плато Усть-Урт, горы Тянь-Шаня на китайской границе. Потом снова был Иран и горы Хорасана, Эльбурс и др.
В 1945-1949 годах отряд выполнял съемки на Памире. Топографу В. Г. Василевскому 1948 года выпала честь побывать и перенести на карту самый большой в мире (не считая Антарктики и Арктики) памирской ледник Федченко.
После Памира работал в Закавказском военном округе на съемках Кавказских гор.
После повышения квалификации в Ленинграде был направлен в Китай для оказания помощи в становлении военной топографической службы, был советником командира топографического отряда.
После возвращения поселился в Черновцах. Отсюда выезжал в командировки на восстановление карт в России, в Карпаты, в ряд областей Украины. Преподавал геодезию курсантам Каменец-Подольского инженерного училища. В 1970 году был уволен в запас в звании подполковника.
Работал преподавателем в техникуме, обучая студентов геодезии и топографии, черчению, военно-технической подготовке и т. п.
Написал две книги воспоминаний: «Веселые и грустные мои дороги...» (Львов,1999) и «В люльке военных топографов» (Дрогобыч, 2000).
Умер 15 июля 2001 года. Похоронен в Черновцах.

## Признание
- Сталинская премия третьей степени (1952) — за разработку географической карты высокогорных районов